# Impero Bamana
L'Impero Bamana (detto anche Impero Bambara o Impero di Ségou) fu uno stato pre-coloniale nell Africa occidentale, con capitale Ségou, ora in Mali.

## Storia
Era controllato dalla dinastia dei Kulubali o Coulibaly, stabilita nel 1640 da Kaladian Coulibaly, conosciuto anche come Fa Sine o Biton-si-u (Biton per la tradizione Bambara è il serpente creatore, una divinità tra le più importanti nel pantheon africano). Era una società fortemente militarizzata e patriarcale. I Todyon (Guerrieri) erano rappresentanti della classe nobiliare che traeva potere dalla terra e per loro era considerato un disonore praticare il commercio, la società ruotava attorno al concetto di famiglia allargata, il cui signore assoluto era il Fa (generalmente l'uomo più anziano in vita), che aveva il dovere di prendere tutte le decisioni. Tuttavia il suo potere non era assoluto, infatti doveva sempre rapportarsi al consiglio di famiglia, che tra l'altro eleggeva alla sua morte il successivo Fa. I più ricchi capi famiglia potevano permettersi di avere più di una moglie, fra cui sceglievano una Bara Muso (la moglie preferita) che sovraintendeva a tutte le questioni domestiche della casa. Non c'era teoricamente limite al numero delle mogli che un Fa poteva avere ma era difficile che fossero più di tre o quattro. Spesso i Fa avevano numerose concubine ed era tradizione che i fratelli più giovani sposassero le vedove dei fratelli maggiori defunti e ne adottassero i figli. I figli delle concubine e quelli delle mogli erano equiparati. Le famiglie più potenti avevano rappresentanza nel consiglio del Mansa (letteralmente: "Signore dell'energia"), il re a cui erano affidate le sorti del paese. L'uso delle armi da fuoco (soprattutto fucili), sebbene non comune, era largamente diffuso fin dagli anni '70 del 1700, e venivano acquistate da mercanti arabi per lo più marocchini o egiziani. I Bambara, al contrario dei Fulde e di altre popolazioni africane come i Tuklor, non avevano cavalleria, per cui tutto il loro esercito era composto da fanteria e la maggior parte di truppe erano armate di lance o di archi e frecce (che spesso erano avvelenate) e portavano corazze leggere (per lo più di cotone imbottito e cuoio). Come in molte culture africane la moneta più diffusa erano conchiglie di mollusco (conchiglie di ciprea) dette cauri, dalla caratteristica colorazione rosa chiaro , che spesso venivano scambiate per piccole quantità di polvere d'oro. Spesso i giovani entravano in confraternite di cacciatori che avevano molta importanza nella società, tanto da venir venerati e onorati. I Bambara erano animisti e, come in molte culture animiste, i fabbri erano considerati anche stregoni. Essi avevano diversi compiti importanti come per esempio stabilire quale antenato si fosse reincarnato in un bambino, ma anche leggere il futuro. Altra figura importante erano i Griot poeti-cantautori, che si tramandavano oralmente (visto che la scrittura si diffuse solo con l'arrivo dell'Islam) le storie, le leggende e i racconti legati sia alla tradizione Bambara, sia alle singole famiglie importanti, sia agli eventi storici più significativi del regno (guerre vinte, incoronazione di Re, eccetera). Prima dell'avvento dell'Islam era diffusissimo il Dolo, il vino di palma fermentato. Tradizionalmente l'alimento più consumato era una pappa di miglio, mentre l'olio e il burro, che venivano usati anche per ungersi il corpo, erano di karité, estratto dalle palme. I Bambara prevalentemente agricoltori e costruttori di grandi città (le imponenti mura di terra che circondavano Ségou furono distrutte dalle cannonate dei conquistatori francesi ma rimangono significative testimonianze della loro architettura come il palazzo dei "Mansa" i Re di Segou), consideravano con disprezzo le popolazioni di pastori che praticavano una vita semi-nomade. I Bambara, a differenza degli Ashanti e di altre popolazioni africane, non trassero mai un gran profitto dal commercio di schiavi, e sicuramente accade più di una volta che sudditi dell'impero Bambara venissero catturati dai famigerati cacciatori di schiavi e venduti. Prima che l'Islam si diffondesse c'era l'usanza di sacrificare i bambini albini (considerati bambini portatori di sventura) per ingraziarsi gli dei. L'Islam si impose lentamente tra i bambara e non senza resistenze, ed infatti lo stesso nome "Bambara" in lingua Malinke vuole dire :"Coloro che rifiutano" (Allah). Fu portato tra le genti bambara dai Marabutti, preti-guaritori, che si offrivano talvolta anche come Griot. L'Islam fece breccia tra la popolazione grazie alla sua capacità di tramandare le storie per iscritto. Altro importante evento nel quadro dell'Islamizzazione fu la conquista di Ségou da parte dei Tuklor che imposero la religione islamica sulla scia di una serie di vittorie militari che sembravano confermare la potenza del Dio islamico. Ultimo, ma non meno importante, evento fu l'arrivo dei colonizzatori francesi che convinse la quasi totalità della popolazione ad islamizzarsi per rispondere efficacemente alla cultura europea.
L'impero fu uno stato centralizzato dal 1712 al 1861, distrutto dall'invasione del conquistatore Toucouleur El Hadj Umar Tall. Successivamente entrò a far parte del Impero coloniale francese. Comunque già prima della conquista l'impero si era fortemente indebolito, dividendosi dopo una guerra civile in due Regni rivali. Il primo (il Regno del Kaarta) continuava ad essere governato dalla dinastia Cumbali, mentre sull'altro, con capitale Segou, prese il potere la famiglia rivale dei Diarrà. I due regni non furono mai completamente nemici, ne completamente amici, e formarono un'alleanza di comodo (a cui parteciparono anche le popolazioni di etnia Fulde) per combattere i Tuklor di El Hajid Umar ma furono pesantemente sconfitti (battaglia di Kassara). Dopo la caduta di Segou, i Diarrà trovarono rifugio in quello che rimaneva del regno Kaarta da dove si misero in contatto con i francesi con l'intenzione dichiarata di riprendersi il loro regno. In seguito La città di Segou fu tolta ai Tuklor dal generale Gallieni con il supporto della dinastia bambara e di alcuni lealisti all'interno della stessa Segou. I Diarrà si aspettavano di poter tornare a regnare a Segou una volta strappata la città ai Tuklor, ma fu subito chiaro che i francesi gli avrebbero concesso poco spazio di potere e di manovra. I Diarrà quindi cercarono di complottare contro i francesi, ma questi tolsero i pochi poteri che avevano concesso ai Diarrà e governarono la regione direttamente.
La scrittrice africana Maryse Condé ha dedicato due romanzi (Muraglie di Terra e La Terra in Briciole) alla storia degli ultimi anni di Ségou.